# Microrégion de la forêt méridionale du Pernambouc
La microrégion de la forêt méridionale du Pernambouc est l'une des trois microrégions qui subdivisent la zone de la forêt de l'État du Pernambouc au Brésil.

## Municipalités[1]
- Água Preta
- Amaraji
- Barreiros
- Belém de Maria
- Catende
- Cortês
- Escada
- Gameleira
- Jaqueira
- Joaquim Nabuco
- Maraial
- Palmares
- Primavera
- Quipapá
- Ribeirão
- Rio Formoso
- São Benedito do Sul
- São José da Coroa Grande
- Sirinhaém
- Tamandaré
- Xexéu